# Trond Berg Eriksen
Trond Berg Eriksen, född 3 oktober 1945, är en norsk professor i idéhistoria vid Universitetet i Oslo. Eriksen disputerade 1975 på en avhandling om Aristoteles. Han har senare utgivit en rad populärvetenskapliga böcker. 
Trond Berg Eriksen är en aktiv facklitterär författare både inom sitt eget fack men även inom andra områden. Han var redaktör för tidskriften Samtiden 1989–1993.

## Priser och utmärkelser
- 1993 – Bragepriset för Reisen gjennom helvete. Dantes inferno
- 2001 –  Italienska republikens förtjänstorden
- 2007 – Priset för god forskningsförmedling vid Universitetet i Oslo